# Bataille de Bear Paw
Guerre des Nez-Percés
Batailles
Guerre des Nez-Percés :
- White Bird Canyon
- Camp de Looking Glass
- Cottonwood
- Clearwater
- Fort Fizzle
- Big Hole
- Camas Meadows
- Yellowstone (en)
- Canyon Creek
- Cow Creek (en)
- Bear Paw

La bataille de Bear Paw est un ensemble d'affrontements qui se sont déroulés entre le 30 septembre et le 5 octobre 1877, dernier épisode de la guerre opposant les Nez-Percés à l'armée des États-Unis. Certains Nez-Percés sont parvenus à s'échapper au Canada, mais leur chef Hinmaton-Yalakti, surnommé Chef Joseph, est contraint de se rendre au général Oliver Otis Howard et au colonel Nelson Miles avec la majorité de ses partisans.
Les chefs amérindiens Toohoolhoolzote et Allalimya Takanin, alias Looking Glass, sont tués au cours des affrontements ainsi qu'Ollokot, frère de Chef Joseph. 